# Luyện ngục

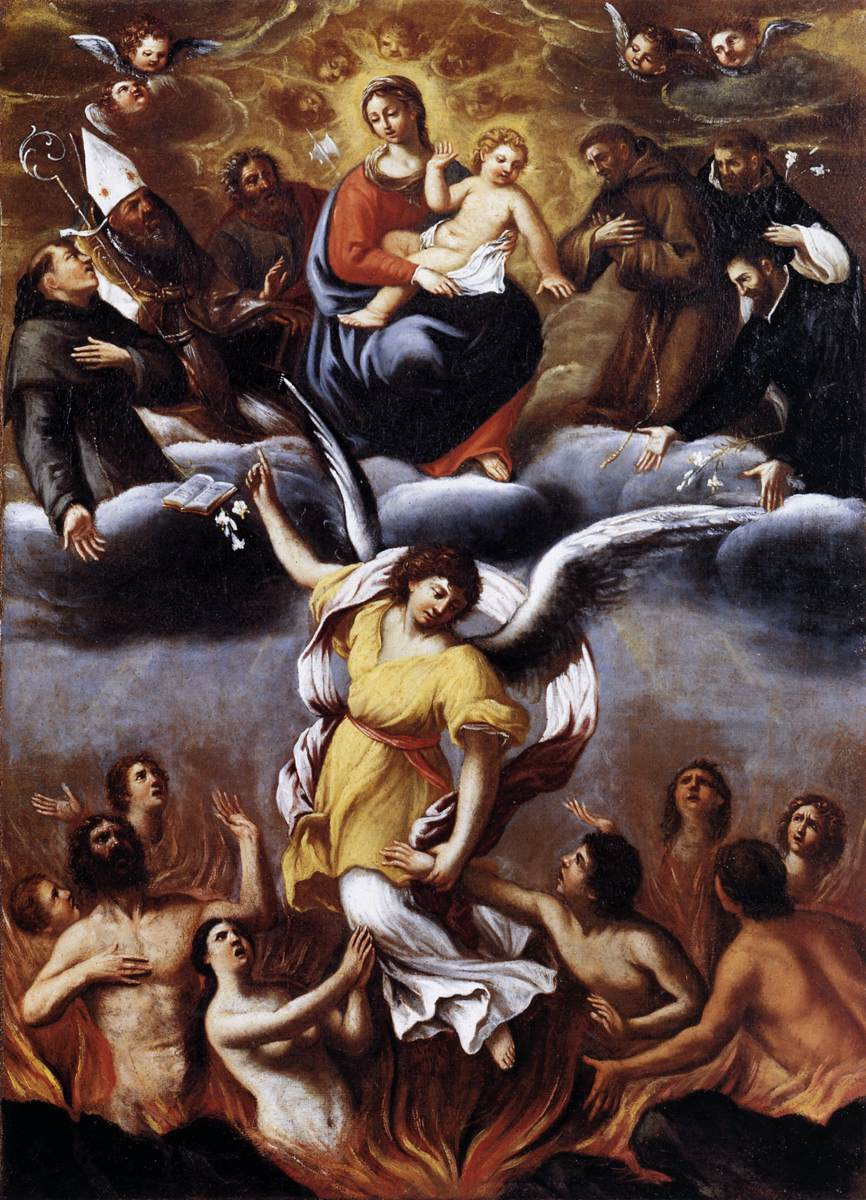
Họa phẩm về luyện ngục

Luyện ngục (Purgatory) hay luyện tội là một trạng thái trung gian sau khi chết mà thể xác sẽ được thanh tẩy qua một quá trình thử luyện. Quá trình luyện tội là quá trình thanh tẩy cuối cùng của người được chọn, hoàn toàn khác với hình phạt của những kẻ đáng bị nguyền rủa. Trong niềm tin Kitô Giáo, theo Kinh Thánh và Giáo lý của Giáo Hội thì luyên ngục là nơi mà các linh hồn thánh đã lìa đời trong ơn nghĩa Chúa nhưng chưa được hoàn hảo đủ để vào ngay Thiên đàng. Các linh hồn này phải khu trú tại luyện ngục để được thanh tẩy một thời gian đòi hỏi trước khi được vào Thiên Đàng. Luyện ngục là sự thanh tẩy cuối cùng khỏi tất cả những ràng buộc còn lại với tội lỗi trong cuộc sống. Một số giáo phái của Cơ đốc giáo phương Tây, đặc biệt là trong đạo Tin lành đã phủ nhận sự tồn tại của luyện ngục. Các giáo phái khác của Cơ đốc giáo phương Tây coi luyện ngục là một nơi rực lửa.

## Đại cương
Từ "luyện ngục" được dùng để chỉ một loạt các quan niệm lịch sử và hiện đại về sự đau khổ sau khi chết không phải là sự nguyền rủa vĩnh viễn, luyện ngục với nghĩa không cụ thể để chỉ bất kỳ địa điểm hoặc tình trạng đau khổ hoặc dày vò nào, là một cõi tạm. Giáo hội Công giáo La Mã cho rằng "tất cả những ai chết trong ân sủng và tình thân của Thiên Chúa nhưng vẫn được thanh tẩy bất toàn" đều phải trải qua quá trình thanh luyện mà Giáo hội gọi là luyện ngục, "để đạt được sự thánh thiện cần thiết để bước vào niềm vui thiên đàng". Đạo Công giáo cũng dựa trên việc thực hành cầu nguyện cho người chết, được sử dụng trong Giáo hội. Theo Jacques Le Goff thì quan niệm về luyện ngục như một nơi hiện hữu đã xuất hiện ở Tây Âu vào cuối thế kỷ thứ XII. Le Goff cho biết rằng quan niệm liên quan đến ý tưởng về một ngọn lửa luyện tội mà theo ông là để thanh tẩy chứ không phải để trừng phạt như lửa hỏa ngục. Qua một số đoạn ghi chép trong Kinh thánh, người ta coi quá trình này giống như một ngọn lửa thanh tẩy hay lửa luyện tội.